# Malik Agar

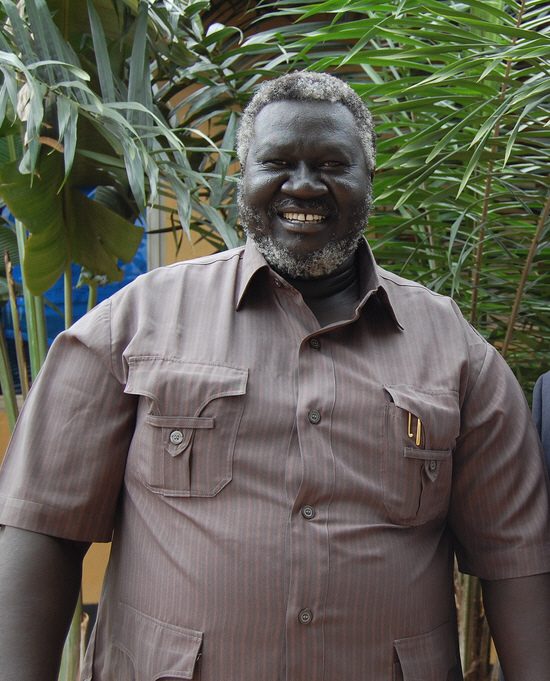
Malik Agar (2009)

Malik Agar (arabisch مالك عقار; * in Ingessana Hills, Republik Sudan als Nganyofa Agar Eyre Nganyofa) ist ein sudanesischer Politiker und Anführer von Aufständischen, der im Bundesstaat Blue Nile aktiv ist. Seit 2023 ist er stellvertretender Vorsitzender des Souveränitätsübergangsrates, der regierenden Militärjunta des Sudan.

## Frühes Leben
Malik Agar wurde als Nganyofa Agar Eyre Nganyofa als Sohn eines Ingessana-Häuptlings im Staat Blauer Nil geboren. Er wusste nicht, dass er Muslim ist, bis er acht Jahre alt war. Sein Schulleiter gab ihm den Namen „Malik“ und sagte ihm, dass er Muslim sei. Von diesem Tag an wurde er „Malik Agar Eyre“ genannt.

## Zweiter sudanesischer Bürgerkrieg
Agar schloss sich der bewaffneten sudanesischen Opposition kurz nach Beginn des zweiten sudanesischen Bürgerkriegs im Jahr 1983 an.
In den 1990er Jahren war er Befehlshaber eines Teils der militärischen Kräfte der Sudanesischen Volksbefreiungsbewegung (SPLM) entlang der äthiopisch-sudanesischen Grenze südlich des Blauen Nils bis nach Geissan. SPLM-Einheiten unter seinem Kommando eroberten 1997 die Städte Kurmuk und Qaissan.
Agar stand John Garang nahe und teilte dessen Ziel, die sudanesische Regierung zu stürzen und nicht für die Abspaltung des Südsudan zu kämpfen. Nach Garangs Tod wurde Agar, wie auch andere, die den Wunsch nach einer Revolution im Sudan teilten, von der neuen SPLM-Führung an den Rand gedrängt. Gegenüber einem US-Beamten äußerte Agar 2009 seine Ablehnung der Abspaltung des Südsudan mit der Begründung, dass diese zu einer Zersplitterung des restlichen Sudan führen würde.

## Nach dem Bürgerkrieg
Im April 2010 wurde er zum Gouverneur des Staates Blue Nile in der Republik Sudan gewählt. Agar war einer der wenigen profilierten Mitglieder der sudanesischen Opposition, die bei den Wahlen antraten, und er war der einzige Nicht-NCP-Kandidat, der ein Gouverneursamt gewann. Agar besiegte den Kandidaten der NCP, Farah Ibrahim Mohamed Al-Aggar, mit 108.119 zu 99.417 Stimmen.
Im Februar 2011 wurde Malik Agar auch Vorsitzender der Sudanesischen Volksbefreiungsbewegung (Nordsektor), dem Teil der SPLM, der im Nordsudan tätig ist. Die SPLM-NS wurde zu einer eigenständigen politischen Partei, als sich der Südsudan im Juli 2011 von der Republik Sudan abspaltete.
Am 2. September wurde Agar auf Befehl von Präsident Omar al-Bashir als Gouverneur abgesetzt. Er floh in den südlichen Teil des Staates und plant Berichten zufolge einen Gegenangriff. Er hat davor gewarnt, dass der Konflikt zwischen dem Sudan und der SPLM einen größeren sudanesischen Bürgerkrieg auslösen könnte.
Im Februar 2012 half Agar bei der Gründung der Sudanesischen Revolutionsfront, einer Koalition sudanesischer Oppositionsgruppen, die die sudanesische Regierung stürzen und durch eine Demokratie ersetzen will. Im Februar 2012 wurde Agar zum Vorsitzenden der Sudanesischen Revolutionären Front (SRF) gewählt.
Am 2. Februar 2021 wurde er zum Mitglied des Souveränitätsrates des Sudan ernannt.

## Ideologie
Agar lehnt die Vision von Präsident Omar al-Bashir von einem arabisch-islamischen Staat ab und plädiert stattdessen für eine multikulturelle bürgerliche Demokratie.